# Pisek (Severní Dakota)
Pisek je město v Severní Dakotě ve Spojených státech amerických. Při sčítání obyvatel v roce 2010 zde žilo 106 lidí.

## Historie
Písek byl založen roku 1882 českými osadníky z města Písek.

## Demografie
Podle sčítání z roku 2010 žije ve městě Pisek 106 obyvatel, je zde 51 domácností a 28 rodin. Hustota zalidnění je 341,9 obyvatel/km².

### Složení obyvatel
- Běloši – 93,4 %
- Původní obyvatelé – 4,7 %
- Dvě nebo více ras – 1,9 %